# Badminton aux Jeux olympiques d'été de 1992
Navigation
Atlanta 1996
Après avoir été sport de démonstration aux Jeux olympiques d'été de 1972 et 1988, le badminton devient officiellement une discipline olympique à compter de cette édition des Jeux de Barcelone. Le double mixte ne fait pas encore partie des épreuves de badminton. Il sera présent 4 ans plus tard aux Jeux d'Atlanta.

## Tableau des médailles
| Rang  | Nation       | Or | Argent | Bronze | Total |
| ----- | ------------ | -- | ------ | ------ | ----- |
| 1     | Indonésie    | 2  | 2      | 1      | 5     |
| 2     | Corée du Sud | 2  | 1      | 1      | 4     |
| 3     | Chine        | 0  | 1      | 4      | 5     |
| 4     | Danemark     | 0  | 0      | 1      | 1     |
| -     | Malaisie     | 0  | 0      | 1      | 1     |
| Total | Total        | 4  | 4      | 8      | 16    |

## Médaillés
| Épreuves      | Or                                          | Argent                              | Bronze                                    |
| ------------- | ------------------------------------------- | ----------------------------------- | ----------------------------------------- |
| Simple hommes | Indonésie Alan Budikusuma                   | Indonésie Ardy Wiranata             | Danemark Thomas Stuer-Lauridsen           |
| Simple hommes | Indonésie Alan Budikusuma                   | Indonésie Ardy Wiranata             | Indonésie Hermawan Susanto                |
| Simple dames  | Indonésie Susi Susanti                      | Corée du Sud Bang Soo-hyun          | Chine Huang Hua                           |
| Simple dames  | Indonésie Susi Susanti                      | Corée du Sud Bang Soo-hyun          | Chine Tang Jiuhong                        |
| Double hommes | Corée du Sud Kim Moon-soo Park Joo-bong     | Indonésie Eddy Hartono Rudy Gunawan | Chine Li Yongbo / Tian Bingyi             |
| Double hommes | Corée du Sud Kim Moon-soo Park Joo-bong     | Indonésie Eddy Hartono Rudy Gunawan | Malaisie Razif Sidek / Jalani Sidek       |
| Double dames  | Corée du Sud Hwang Hye-young Chung So-young | Chine Guan Weizhen Nong Qunhua      | Corée du Sud Gil Young-ah / Shim Eun-jung |
| Double dames  | Corée du Sud Hwang Hye-young Chung So-young | Chine Guan Weizhen Nong Qunhua      | Chine Lin Yanfen / Yao Fen                |